# 1ª Divisão 1999-2000 (hockey su pista)
La 1ª Divisão 1999-2000 è stata la 60ª edizione del torneo di primo livello del campionato portoghese di hockey su pista. La competizione è iniziata il 18 settembre 1999 e si è conclusa il 21 maggio 2000. Il torneo è stato vinto dal Porto per la decima volta nella sua storia.

## Stagione

### Formula
La 1ª Divisão 1999-2000 vide ai nastri di partenza dodici club; la manifestazione fu organizzata con un girone all'italiana, con gare di andata e ritorno per un totale di 22 giornate: erano assegnati tre punti per l'incontro vinto e due punti a testa per l'incontro pareggiato, mentre ne era attribuito uno solo per la sconfitta. Al termine della stagione regolare le prime sei squadre classificate disputarono la poule per il titolo con la medesima formula della prima fase; la vincitrice venne proclamata campione del Portogallo. Le squadre classificate dal settimo al dodicesimo posto disputarono invece la poule salvezza dove le ultime tre classificate retrocedettero direttamente in 2ª Divisão, il secondo livello del campionato.

## Classifica stagione regolare
|  | Pos. | Squadra             | Pt | G  | V  | N | P  | GF  | GS  | DR  |
|  | ---- | ------------------- | -- | -- | -- | - | -- | --- | --- | --- |
|  | 1.   | Porto               | 60 | 22 | 18 | 2 | 2  | 114 | 51  | +63 |
|  | 2.   | Barcelos            | 58 | 22 | 17 | 2 | 3  | 169 | 71  | +98 |
|  | 3.   | Infante de Sagres   | 50 | 22 | 13 | 2 | 7  | 85  | 72  | +13 |
|  | 4.   | Paço de Arcos       | 49 | 22 | 12 | 3 | 7  | 78  | 55  | +23 |
|  | 5.   | Gulpilhares         | 49 | 22 | 11 | 5 | 6  | 83  | 83  | 0   |
|  | 6.   | Benfica             | 47 | 22 | 11 | 3 | 8  | 79  | 55  | +24 |
|  | 7.   | Oliveirense         | 45 | 22 | 9  | 5 | 8  | 79  | 71  | +8  |
|  | 8.   | Vitória Barcelinhos | 43 | 22 | 8  | 5 | 9  | 71  | 73  | -2  |
|  | 9.   | Seixal              | 37 | 22 | 6  | 3 | 13 | 63  | 104 | -41 |
|  | 10.  | Sintra              | 32 | 22 | 5  | 0 | 17 | 46  | 100 | -54 |
|  | 11.  | Espinho             | 30 | 22 | 3  | 2 | 17 | 55  | 106 | -51 |
|  | 12.  | Mealhada            | 28 | 22 | 3  | 0 | 19 | 54  | 135 | -81 |

Legenda:
  Partecipa alla poule titolo.
  Partecipa alla poule retrocessione.
Note:
Tre punti a vittoria, due a pareggio, uno a sconfitta.

## Fase finale

### Classifica poule titolo
|  | Pos. | Squadra           | Pt | G  | V | N | P | GF | GS | DR  |
|  | ---- | ----------------- | -- | -- | - | - | - | -- | -- | --- |
|  | 1.   | Porto             | 55 | 10 | 6 | 3 | 1 | 39 | 29 | +10 |
|  | 2.   | Barcelos          | 53 | 10 | 6 | 2 | 2 | 52 | 36 | +16 |
|  | 3.   | Benfica           | 47 | 10 | 6 | 1 | 3 | 32 | 31 | +1  |
|  | 4.   | Paço de Arcos     | 44 | 10 | 3 | 3 | 4 | 39 | 39 | 0   |
|  | 5.   | Gulpilhares       | 42 | 10 | 3 | 1 | 6 | 25 | 34 | -9  |
|  | 6.   | Infante de Sagres | 37 | 10 | 0 | 2 | 8 | 28 | 46 | -18 |

Legenda:
  Vincitore della Coppa del Portogallo 1999-2000.
      Campione del Portogallo  e ammessa alla CERH Champions League 2000-2001.
      Eventuali altre squadre ammesse alla CERH Champions League 2000-2001.
      Ammessa in Coppa CERS 2000-2001.
Note:
Tre punti a vittoria, due a pareggio, uno a sconfitta.
Vengono conservati metà dei punti della stagione regolare arrotondati per eccesso.

### Classifica poule salvezza
|  | Pos. | Squadra             | Pt | G  | V | N | P | GF | GS | DR  |
|  | ---- | ------------------- | -- | -- | - | - | - | -- | -- | --- |
|  | 1.   | Oliveirense         | 46 | 10 | 5 | 3 | 2 | 47 | 27 | +20 |
|  | 2.   | Vitória Barcelinhos | 46 | 10 | 7 | 0 | 3 | 55 | 39 | +16 |
|  | 3.   | Seixal              | 43 | 10 | 6 | 2 | 2 | 44 | 30 | +14 |
|  | 4.   | Sintra              | 37 | 10 | 4 | 3 | 3 | 37 | 30 | +7  |
|  | 5.   | Mealhada            | 29 | 10 | 2 | 1 | 7 | 29 | 61 | -32 |
|  | 6.   | Espinho             | 28 | 10 | 1 | 1 | 8 | 35 | 60 | -25 |

Legenda:
      Ammessa in Coppa CERS 2000-2001.
      Retrocesse in 2ª Divisão 2000-2001.
Note:
Tre punti a vittoria, due a pareggio, uno a sconfitta.
Vengono conservati metà dei punti della stagione regolare arrotondati per eccesso.